# Calumma gehringi
Espèce
Calumma gehringi est une espèce de sauriens de la famille des Chamaeleonidae.

## Systématique
L'espèce Calumma gehringi a été décrite en 2017 par David Prötzel (d), Miguel Vences, Mark David Scherz (d), David R. Vieites (d) et Frank Glaw,.

## Répartition
| Localisation de Madagascar dans le Monde |

| Localisation de Madagascar dans le Monde |

Cette espèce se rencontre à Madagascar, dans le district de Bealanana, à des altitudes comprises entre 730 et 1 540 m.

## Description
Calumma gehringi mesure de 137 à 179 mm de longueur totale dont 93 à 127 mm pour la queue. Sa coloration varie du gris au verdâtre. Cette espèce mène une vie diurne et arboricole. On la trouve fréquemment entre 0,50 et au moins 4 m de hauteur perchée dans les buissons ou les branches basses des arbres à proximité des rivières et peut être abondante par endroit. 

## Étymologie
Son épithète spécifique, gehringi, lui a été donnée en l'honneur de l'herpétologiste allemand Philip-Sebastian Gehring (d) (1979-) dont l'étude génétique du groupe Calumma nasutum aura permis la description de cette nouvelle espèce.

## Publication originale
- (en) David Prötzel, Miguel Vences, Mark D. Scherz, David R. Vieites et Frank Glaw, « Splitting and lumping: An integrative taxonomic assessment of Malagasy chameleons in the Calumma guibei complex results in the new species C. gehringi sp. nov. », Vertebrate Zoology, vol. 67, no 2,‎ 24 octobre 2017, p. 231-249 (ISSN 1864-5755 et 2625-8498, lire en ligne).